# Svetski ekonomski forum
Svetski ekonomski forum (engl. World Economic Forum) jeste neprofitna organizacija osnovana 1971. sa sedištem u švajcarskoj Ženevi. Forum je 2006. otvorio podružnice u Njujorku i Pekingu. Godišnji sastanak foruma se održava u Davosu gde se okupljaju vodeći poslovni ljudi, političari, intelektualci i novinari kako bi raspravljali o trenutnim svetskim problemima. Osim sastanaka forum provodi brojna istraživanja. Forum ima promatrački status pri Privrednom i socijalnom savetu Ujedinjenih nacija. Najviše telo foruma je Osnivački odbor koji se sastoji od 22 člana, među kojima je i bivši britanski premijer Toni Bler.

## Spoljašnje veze
- Zvanični veb-sajt